# Botumirim
Botumirim es un municipio brasilero del estado de Minas Gerais. Su población estimada en 2004 era de 6631 habitantes.